# 無限階正方形鑲嵌
在幾何學中，無限階正方形鑲嵌是一種位於雙曲平面仿緊空間鑲嵌圖形，由正方形組成，在施萊夫利符號中用{4,∞}來表示，考克斯特-迪肯符號中以表示。每個頂點都是無限多個正方形的公共顶点，也因此使這個圖形無法存於平面上。這個圖形每一條線都可以做為整個圖形的對稱線。
無限階正方形鑲嵌可以視為一系列由正方形組成的多面體之幾何極限，但也可以達到更高階數，利用虛階數表示其階數比無窮大更多，即超無限階正方形鑲嵌，在考克斯特-迪肯符號中以表示。
由於無限階正方形鑲嵌全部都是由正方形組成，每個頂點相同、邊也等長，因此也是一種正幾何圖形。

## 正塗色
如要得到一半的對稱性，可透過將無限邊形以兩種顏色交錯塗色而得到：

## 對稱性
這個鑲嵌代表*∞∞∞∞ 對稱性的鏡射線。 其對偶代表軌型符號( *2∞) 對稱群，也代表有無限個位於無窮遠處的頂點圍成的無限邊形區域。

## 相關多面體與鑲嵌
該鑲嵌在拓樸學上和頂點圖是（4n）的一系列的鑲嵌的一部份。
| 多面体    | 多面体    | 欧式镶嵌  | 双曲镶嵌  | 双曲镶嵌  | 双曲镶嵌  | 双曲镶嵌  | 双曲镶嵌 | 双曲镶嵌  |
| --------- | --------- | --------- | --------- | --------- | --------- | --------- | -------- | --------- |
| · {4,2} · | · {4,3} · | · {4,4} · | · {4,5} · | · {4,6} · | · {4,7} · | · {4,8} · | ...      | · {4,∞} · |

## 注譯
1. ↑  與多面體的頂點之概念作類比

## 外部連結
- 埃里克·韦斯坦因. . MathWorld.
- 埃里克·韦斯坦因. . MathWorld.
- Hyperbolic and Spherical Tiling Gallery （页面存档备份，存于）
- KaleidoTile 3: Educational software to create spherical, planar and hyperbolic tilings （页面存档备份，存于）
- Hyperbolic Planar Tessellations, Don Hatch （页面存档备份，存于）